# Nikephoros Diogenes
Nikephoros Diogenes (mittelgriechisch Νικηφόρος Διογένης; * 1070 in Konstantinopel; † nach 1094) war von 1070 bis 1071 byzantinischer Mitkaiser und 1094 Thronprätendent gegen Alexios I.

## Leben
Nikephoros war der jüngste gemeinsame Sohn des Kaisers Romanos IV. Diogenes und der Eudokia Makrembolitissa. Er hatte einen älteren Bruder Leon und väterlicherseits mindestens einen älteren Halbbruder, Konstantin. Bereits kurz nach seiner Purpurgeburt wurde Nikephoros zum Mitkaiser (Symbasileus) erhoben. Er rückte damit in ein Kaiserkollegium auf, dem außer seinem Vater und seinem Bruder auch die Söhne Konstantins X. und Eudokias, Michael, Andronikos und Konstantios Dukas angehörten.
Als Romanos IV. nach der Schlacht bei Manzikert 1071 gestürzt wurde, war Nikephoros noch ein Kleinkind. Auf Veranlassung des Kaisars Johannes Dukas entzog ihm der neue Alleinherrscher Michael VII. die kaiserlichen Würden und verbannte ihn zusammen mit seiner Mutter Eudokia und seinem Bruder Leon in ein Kloster am Bosporus. Erst Alexios Komnenos holte die beiden Knaben 1081 an den Kaiserhof zurück, während Eudokia freiwillig im Kloster blieb.
Bereits in jungen Jahren wurde Nikephoros Diogenes von Alexios zum Dux von Kreta ernannt. Dennoch erwies er sich, im Gegensatz zu seinem Bruder, als unzuverlässig und strebte bald selbst offen nach dem Thron von Konstantinopel. Zu Beginn einer Strafexpedition gegen den im Frühjahr 1094 in das Thema Bulgarien eingefallenen serbisch-dalmatischen Župan Vukan (Bolkan) von Raszien versuchte er im Vorort Daphnution einen Mordanschlag auf den im Zelt schlafenden Kaiser, nahm aber aus Furcht, entdeckt zu werden, in letzter Minute von der Tatausführung Abstand. Bei einem erneuten Attentatsversuch im Haus des Konstantin Dukas Porphyrogennetos in der Nähe von Serres wurde er dann mit dem Schwert in der Hand überwältigt.
Nach seiner Festnahme enthüllte Nikephoros die Kaiserin Maria als Mitwisserin des Komplotts, allerdings habe sie nur Alexios’ Absetzung befürwortet, nicht seine Ermordung. Weil Nikephoros zahlreiche weitere Mitverschwörer offenbarte, darunter auch prominente Militärs, befürchtete Alexios bei einer umfassenden, harten Bestrafung eine Rebellion der Truppen. Um ein Exempel zu statuieren, beließ er es dabei, Nikephoros als den Kopf der Verschwörung blenden zu lassen. Dieser zog sich vom Kaiserhof auf seine Privatgüter zurück und widmete sich fortan wissenschaftlichen Studien; Anna Komnena zufolge mussten Bedienstete dem Blinden die Schriften laut vorlesen.